# Neckarstraße 65 (Esslingen)

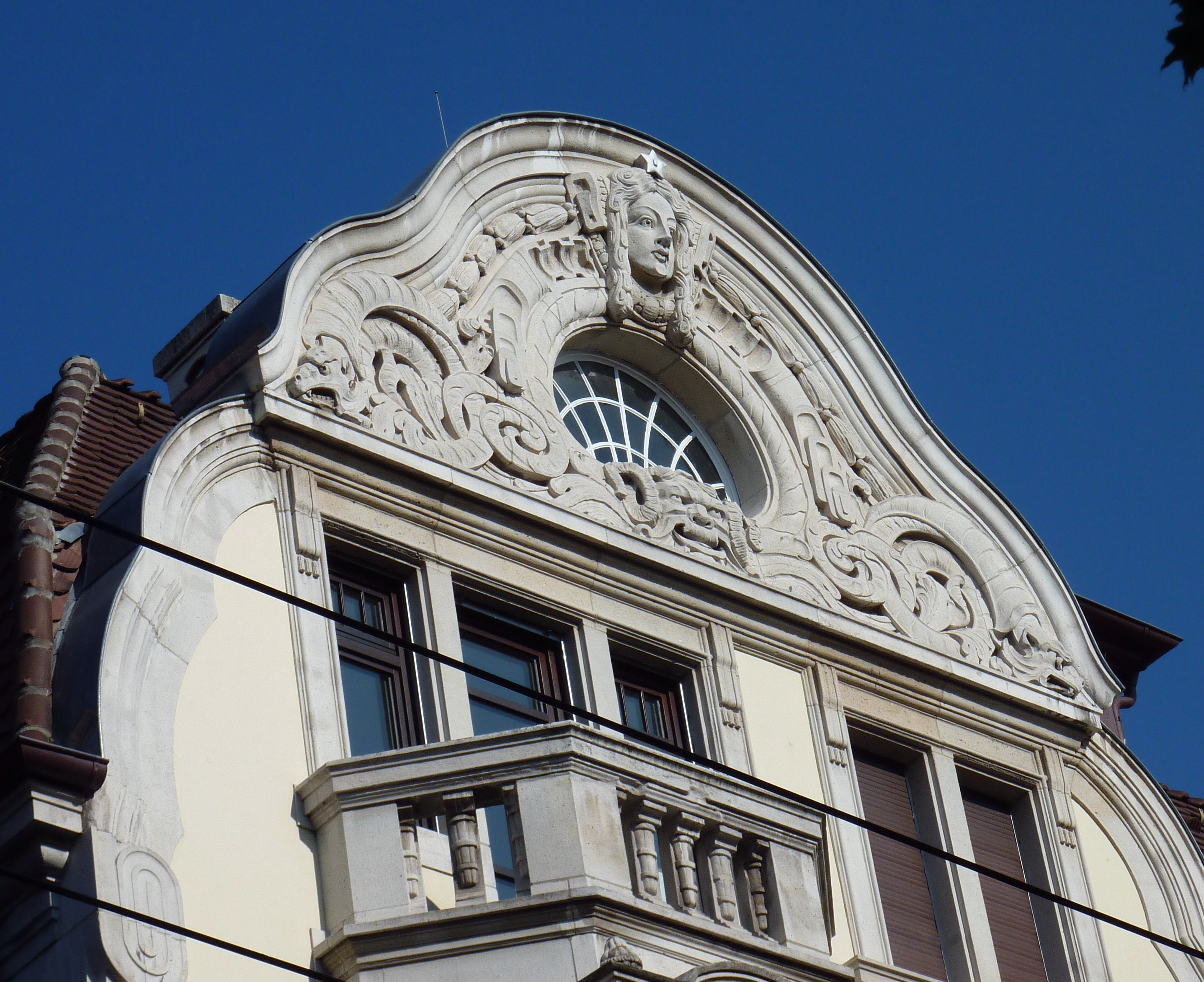
Giebelschmuck

Das Haus Neckarstraße 65 in Esslingen am Neckar ist ein Wohn- und Geschäftshaus aus dem frühen 20. Jahrhundert.

## Geschichte
Das dreigeschossige Gebäude mit Mansarddach wurde in den Jahren 1904/05 für die Firma Dupper & Bernhold errichtet, die auf demselben Grundstück auch ihre Produktionsstätte hatte und die Räume des Erdgeschosses als Büros und Musterzimmer nutzte. Von außen war dem Jugendstilgebäude diese Verwendung nicht anzusehen; es wirkte wie ein reines Wohnhaus. 
Das erste und zweite Obergeschoss sowie das untere Dachgeschoss enthielten Etagenwohnungen, während im obersten Dachgeschoss drei Dienstbotenkammern und eine Toilette untergebracht waren. Die reich geschmückte Straßenfassade weist die barockisierenden Elemente des süddeutschen Jugendstils auf. Der Eckrisalit sowie der dezentrale Konsolerker sorgten für die asymmetrische Anlage der Fassade, die dafür typisch war. Das Treppenhaus wurde seitlich angelegt; es besitzt noch die originalen Farbfenster. Auf der rechten Seite des Hauses ist ein Verandaanbau in Fachwerkbauweise angefügt, der auf der plastisch geschmückten Eingangsloggia ruht. 

## Dupper & Bernhold
Dupper & Bernhold wurde 1890 von Wilhelm Dupper und Max Bechtle junior gegründet und trug zunächst den Namen „Dupper und Bechtle“. 1894 wurde der Firmensitz in die Neckarstraße 65a verlegt; 1896 wurde Ernst Bernhold aus Stuttgart Teilhaber. Damals wurde auch eine Dampfmaschine von G. Kuhn in Stuttgart-Berg angeschafft. Nach der Namensänderung wurden die Produkte von Dupper & Bernhold mit dem Stempel „DBE“ versehen. Dupper & Bernhold stellten vor allem versilberte Tischgeräte wie Bowlengefäße, Kerzenleuchter, Vasen, Schalen etc. her. Viele ihrer Produkte sind dem Jugendstil zuzuordnen. 1929 wurde die Firma von Hanns Knäbel übernommen. Sie behielt ihren Namen jedoch bis 1949 bei, wobei die DBE-Signatur für einige Jahre durch eine stilisierte Abbildung des Dicken Turms ergänzt wurde. Die Blechwarenindustrie wurde schon ab dem Ende des 19. Jahrhunderts allmählich von der Versilberungswarenindustrie verdrängt; nach dem Zweiten Weltkrieg ging die Branche extrem zurück. Ein Vergleich beendete im Jahr 1976 auch die Geschichte der Firma Hanns Knäbel.
Im Esslinger Stadtmuseum werden Objekte aus der Produktion von Dupper & Bernhold gesammelt.